# Moschea dello sceicco Lotfollah
La Moschea dello sceicco Loṭfallāh (in persiano مسجد شیخ لطف الله‎, Masjed-e Sheykh Loṭfollāh) è uno dei capolavori architettonici safavidi in Iran, che sorge sul lato orientale della Piazza Naqsh-e jahān di Iṣfahān, Iran.
La costruzione della moschea è iniziata nel 1603 e fu terminata nel 1619. È stata costruita dal capo architetto Shaykh Bahai, durante il regno di Shāh ʿAbbās I della dinastia safavide.

## Storia

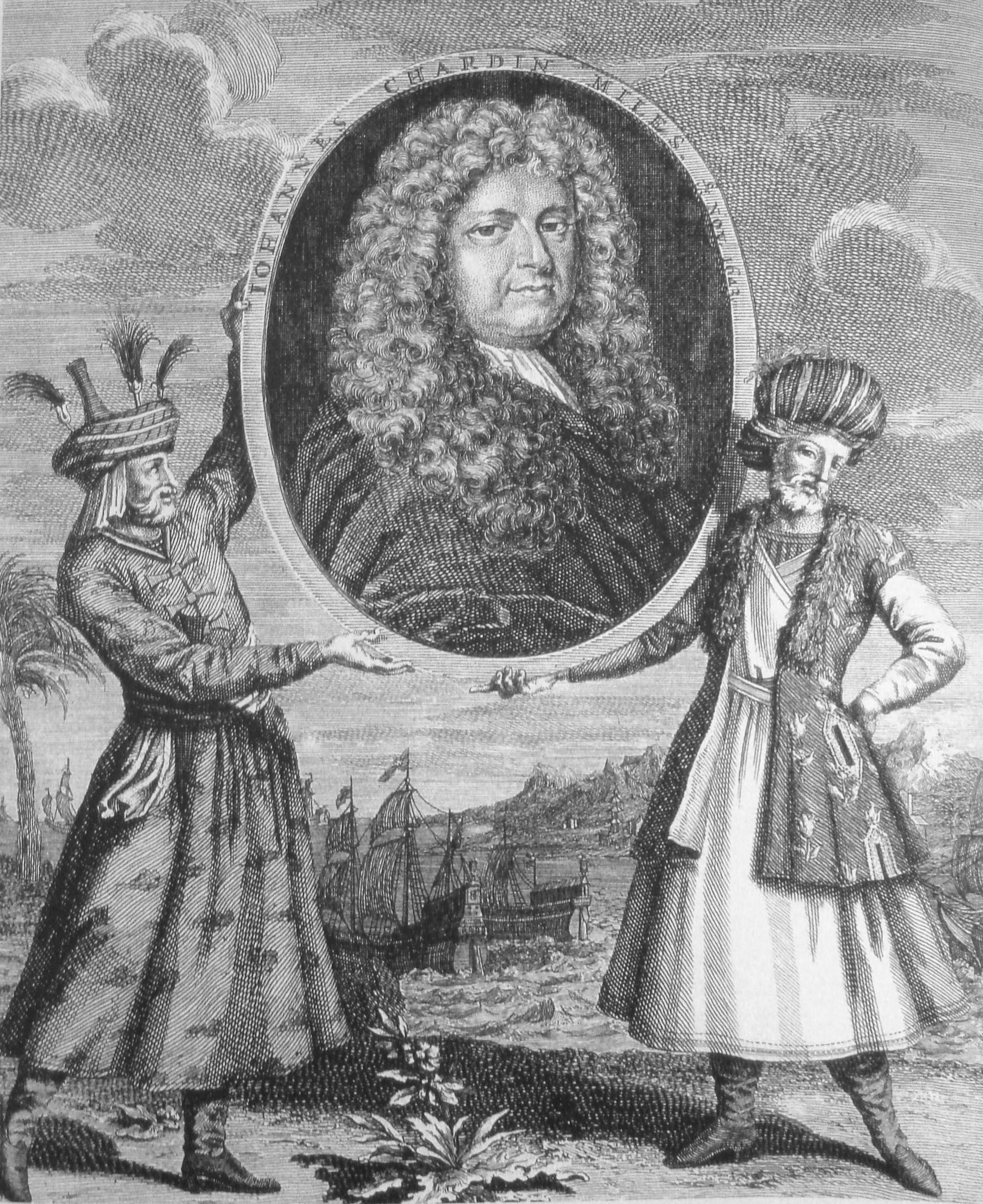
Frontespizio del libro di Jean Chardin e dei suoi numerosi viaggi in Persia, pubblicato nel 1739.

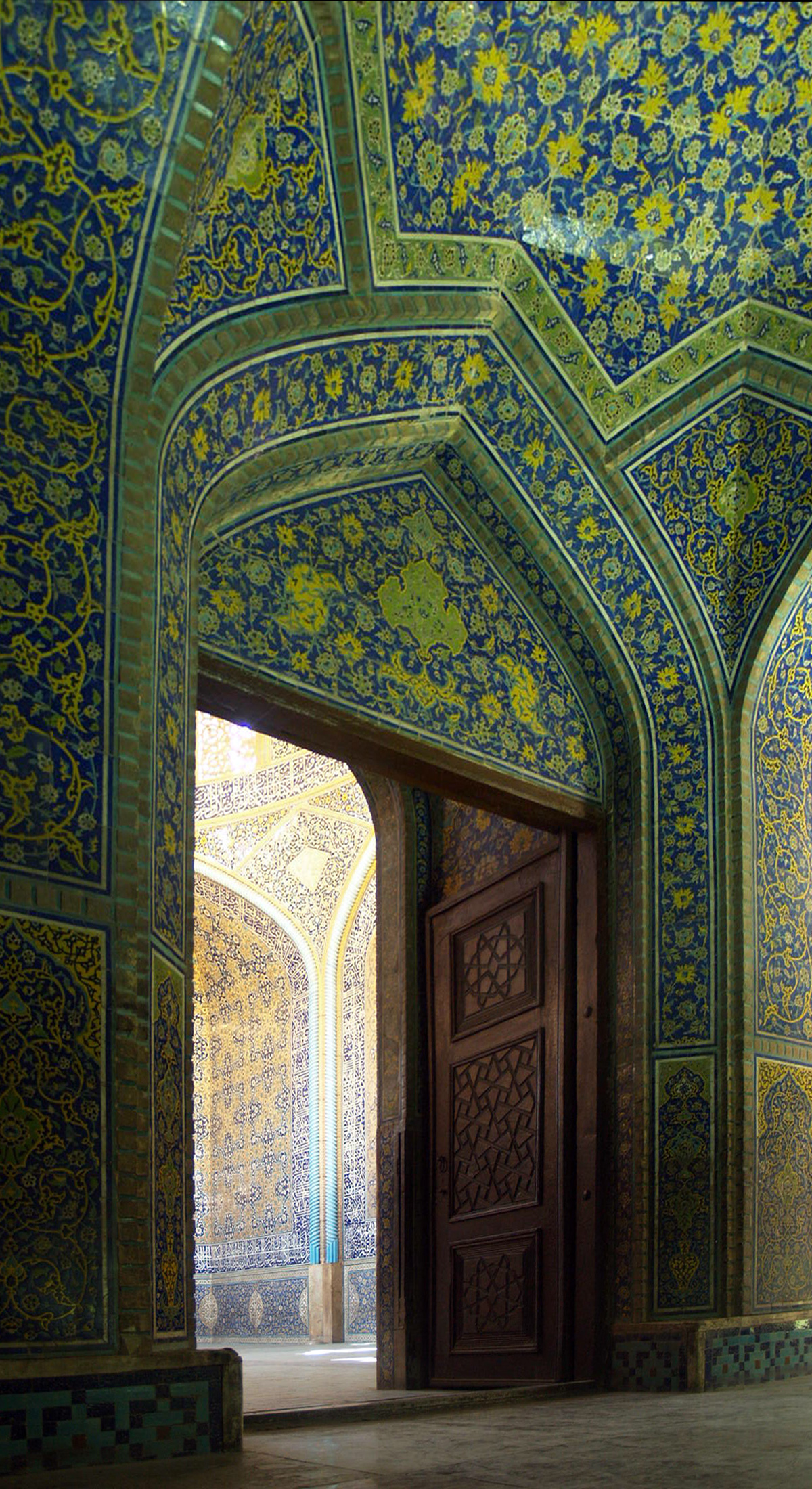
La porta d'ingresso che conduce dal vestibolo a forma di L nella moschea.

Dei quattro monumenti che hanno dominato il perimetro della Piazza Naqsh-e jahān, questo è stato il primo ad essere costruito.
Lo scopo di questa moschea era d'essere una moschea privata della corte reale, a differenza della Moschea dello Scià, che era stata pensata per il pubblico. Per questo motivo, la moschea non ha minareti ed è di dimensione più piccola. In effetti, pochi occidentali al tempo dei Safavidi hanno prestato attenzione a questa moschea, e certamente non vi hanno avuto accesso. Non è stata fino ai secoli più tardi, quando le porte sono state aperte al pubblico, e la gente comune ha potuto ammirare lo sforzo che Shāh ʿAbbās aveva messo nel rendere questo un luogo sacro per le donne del suo harem, e lo squisito stile, che è di gran lunga superiore a quello che copre la Moschea dello Scià.
Per evitare di dover attraversare la maydān quando è in funzione la moschea, Shāh ʿAbbās chiese all'architetto di costruire un tunnel che attraversa tutta la piazza, dal Palazzo di ʿAlī Qāpū, alla moschea. Quando si raggiunge l'ingresso della moschea, si dovrebbe camminare attraverso un passaggio che si snoda in tondo, fino a quando si raggiunge l'edificio principale. Lungo questo passaggio vi erano in piedi delle guardie, e lo scopo evidente di questo progetto è stato eseguito per le donne dell'harem affinché fossero schermate, da parte di chiunque entrasse nell'edificio. All'ingresso principale della moschea c'erano anche delle guardie in piedi, e le porte del palazzo erano tenuti chiuse tutto il tempo. Oggi, queste porte sono aperte ai visitatori, e il tunnel sotto la piazza non è più in uso.
Nel 1934 la moschea fu visitata da Robert Byron che ne lasciò una lunga ed entusiasta descrizione ne La via per l'Oxiana.

### Lo sceicco Luṭfallāh
Nel corso della storia, questa moschea è stata definita con nomi diversi. Per Junabadi è stata la moschea con la grande cupola (Masjed-e qubbat-e ʿazīm) e la moschea a cupola (qubbat masjed), mentre lo storico contemporaneo Iskandar Munshi ha definito la moschea di grande purezza e bellezza. D'altra parte, i viaggiatori europei come Jean Chardin si riferivano alla moschea utilizzando il nome corrente e le iscrizioni arabe all'interno della moschea, eseguite dal calligrafo Baqir Bahai, che includono anche il nome di Shaykh Luṭfallāh. Inoltre, i computi di Muḥibb ʿAlī Beg, imperiale del tesoro, mostrano che lo stipendio dell'imām proveniva direttamente dalle casse delle famiglie imperiali. Tutto questo suggerisce che non solo perché l'edificio prende il nome di Sheykh Luṭfallāh, ma anche che questo mistico di grande fama (suocero dello Scià) è stato tra i primi imām della preghiera per la corte reale in questa moschea.
(Robert Byron)

## Architettura

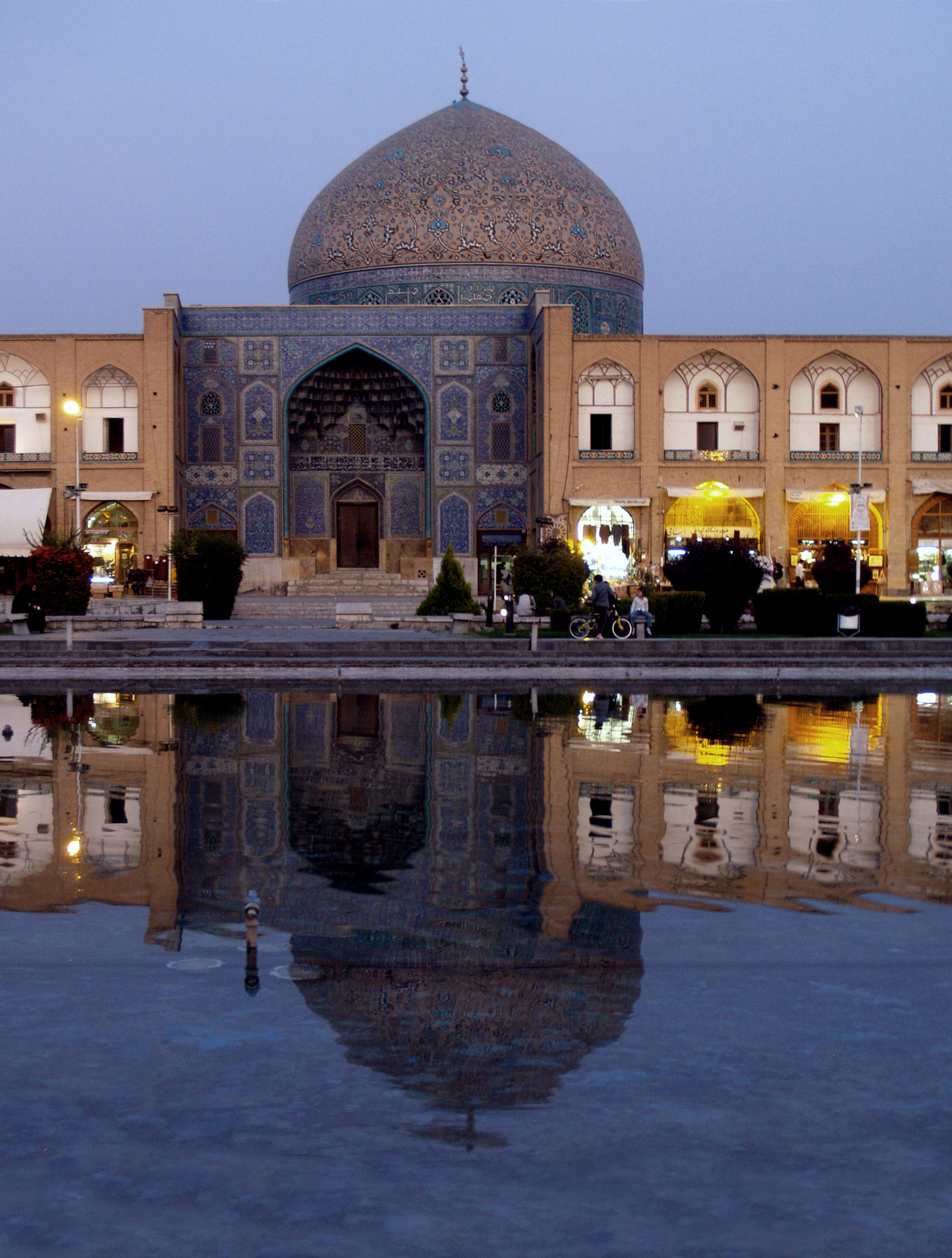
La cupola non si erge direttamente dietro l'ingresso, ma è compensata a sud.

L'ingresso, come quello del Gran Bazar e della Moschea dello Scià è un incasso a mezza luna. Inoltre, come nella Moschea dello Scià, la facciata inferiore della moschea e l'ingresso sono costruiti in marmo, mentre le piastrelle (هفترنگی, haftar nagī, letteralmente "sette colori", "mosaici policromi") decorano le parti superiori della struttura. Creazione di calligrafia e ceramiche, che superano, sia in bellezza che qualità, tutto ciò che è stato creato in precedenza nel mondo islamico, è stato supervisionato dal maestro calligrafo ʿAlī Reżā ʿAbbāsī.
L'architetto del monumento fu Moḥammad-Reżā Iṣfahānī, che ha risolto il problema della differenza tra la direzione della qibla e il l'ingresso alla costruzione mettendo a punto un vestibolo che collega a forma di L tra l'ingresso e la recinzione. L'iscrizione di ʿAlī Reżā ʿAbbāsī sulla porta di entrata dà la data di inizio della costruzione.
L'orientamento nord-sud della Meydān (piazza) non è in accordo con la direzione sud-ovest della qibla; è impostata a 45 gradi da esso. Questa caratteristica, chiamata pāshnah (پاشنه) in architettura persiana, ha causato che i piedi della cupola non siano direttamente dietro l'iwan d'ingresso (vedi foto).
La sua cupola a guscio unico è di 13 m di diametro. Il lato esterno è riccamente ricoperto di piastrelle.
Rispetto alla Moschea dello Scià, il design di questa moschea è abbastanza semplice, non c'è cortile e non ci sono iwan interni. L'edificio è costituito da una cupola appiattita su una camera della camera del duomo. Anche se, in contrasto con la semplice struttura di questa moschea, la decorazione di interno ed esterno è estremamente complessa, e nella sua costruzione sono stati utilizzati i migliori materiali e impiegati gli artigiani più talentuosi. Robert Byron ha scritto su questo spettacolo: non conosco nessun esempio più fine del genio islamico persiano che l'interno della cupola:
(Robert Byron)

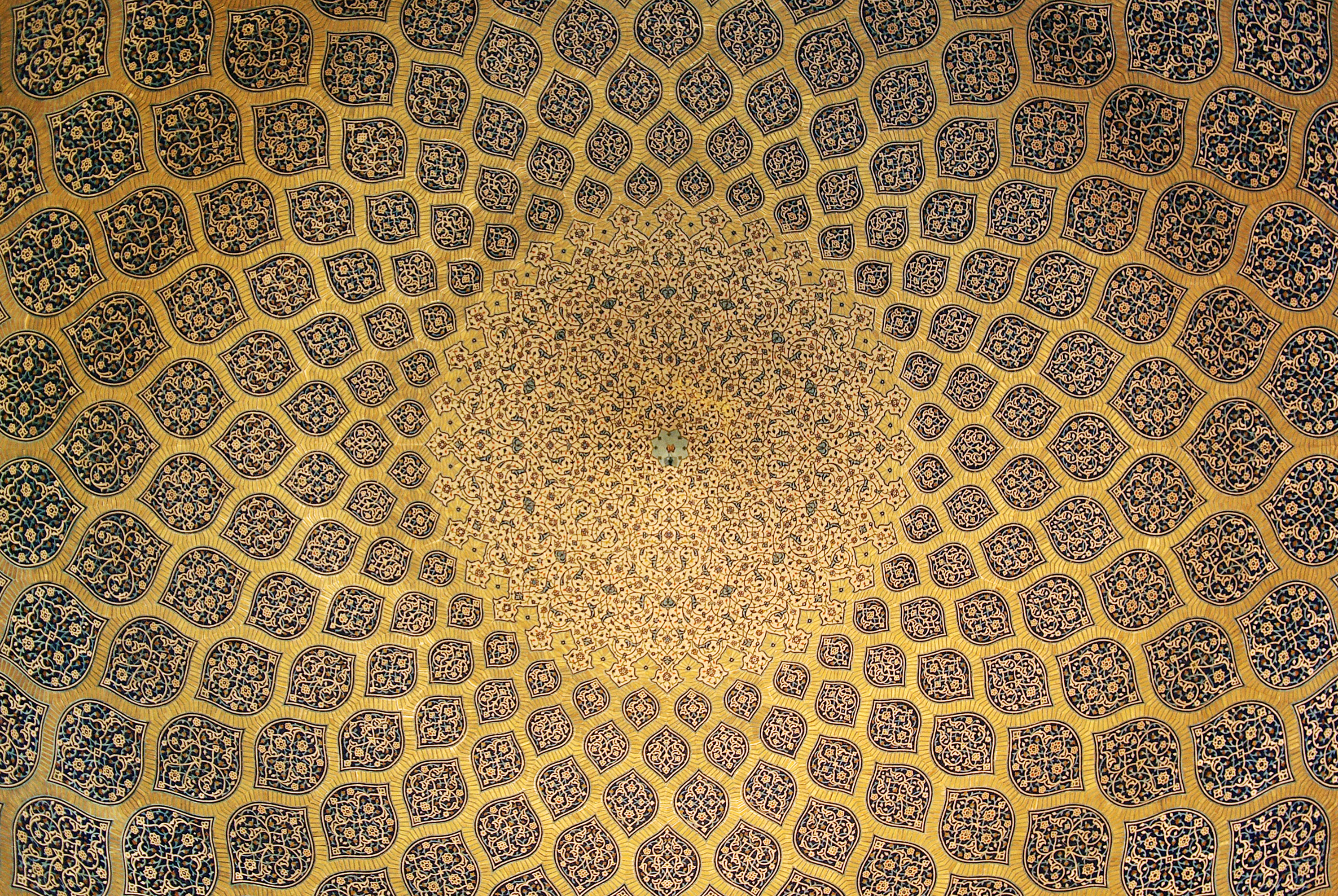
Il lato interno della cupola. La decorazione sembra portare lo sguardo in alto verso il suo centro, come gli anelli delle fasce ornamentali pieni di arabeschi diventano sempre più piccoli.

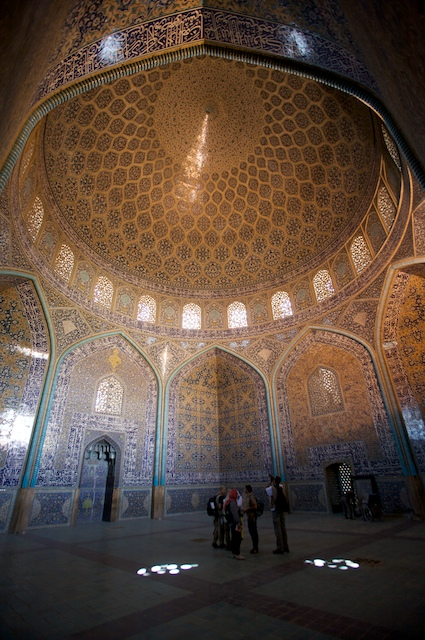
La cosiddetta "coda del pavone"

Il "pavone" al centro del lato interno della cupola è una delle caratteristiche uniche della moschea. Se ti trovi al cancello d'ingresso della sala interna e guardi al centro della cupola, un pavone, la cui coda è composta dai raggi del sole provenienti dal foro nel soffitto, può essere vista.
Sul lato interno della cupola, lo scopo estetico del lungo, basso e cupo passaggio che porta alla camera della cupola diviene evidente, perché è con un senso di attesa che si entra nel Santuario. La bassezza lascia il posto ad un'impennata di altezza e oscurità e viene dissipata dall'illuminazione costante di circa una ventina di finestre.
B. Barbara ha descritto in questo modo: "La forza turchese di un arco che si vede sotto la cupola, in cui gli anelli concentrici di trentadue losanghe diminuiscono in dimensioni mentre si avvicinano ad un centro che dà l'impressione di luminosità La progettazione, che suggerisce sia il movimento che l'immobilità, è un potente se non un veicolo esplicito del simbolismo religioso, parlando dell'armonia dell'universo. ... il sistema di supporto della cupola è illustrato da otto grandi archi di piastrelle turchesi in forma di cavo che s'innalzano da un minimo tratto per tutta l'altezza della parete, quattro nella posizione di trombe e quattro contro le pareti laterali; tra di loro vi sono dei pennacchi a forma di aquilone. All'interno della cupola, schiere di unità di piastrelle di forma mandorla sono immerse in un reticolo di mattoni piani che diminuiscono in termini di dimensioni fino a quando s'incontrano uno sprazzo di sole centrale, modellato con un traforo di arabesco".
La struttura della cupola della moschea e quella della Moschea Blu di Tabriz si crede sia derivato da quella della moschea dello Scià Vali a Taft, Yazd.
Il design delle piastrelle di questa moschea, così come quella della moschea dello scià e altre moschee persiane, anche prima del periodo safavide, sembrano essere non completamente simmetriche - in particolare, i colori dei modelli. Sono stati descritti come intenzionali, asimmetrie "simmetriche".
Gli architetti del complesso erano Sheykh Bahāʾī (capo architetto) e Ustād Moḥammad-Reżā Iṣfahānī.
L'edificio è stato completato nel 1618 (1028 AH).

## Arte

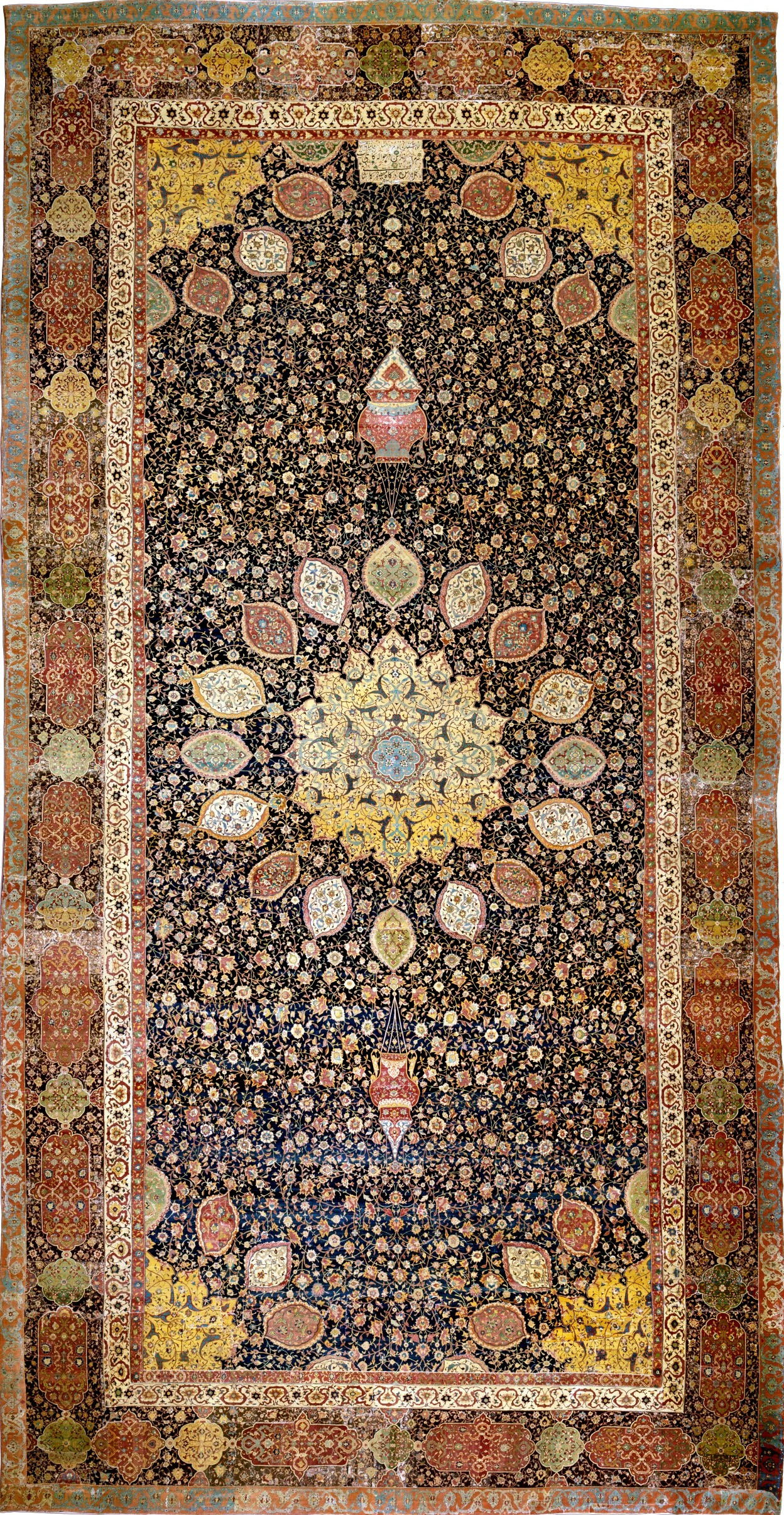
Il tappeto Ardabil. Il design è derivato dal lato interno della cupola della Moschea dello Sceicco Lotfollah.

La moschea

Il progetto dei tappeti Ardabil (come il famoso tappeto Ardabil) riproduceva lo stesso concetto del lato interno della cupola. Anche il progetto del "tappeto di Wonders", che sarà il più grande tappeto del mondo, si basa sul disegno interno della cupola.
È stato suggerito che i concetti del filosofo mistico Sohravardi circa l'unità dell'esistenza siano correlati a questo modello sul lato interno della cupola.
Ali Reza Abbasi, il calligrafo alla corte di Shāh ʿAbbās, ha decorato l'ingresso, sopra la porta, con iscrizioni maestose e con i nomi e titoli di Shāh ʿAbbās, Ḥusaynī e Mūsāvī, cioè i discendenti dell'Imām al-Ḥusayn e Mūsā.
Le iscrizioni della Moschea riflettono le questioni che hanno preoccupato lo scià tutto il tempo è stata costruita; vale a dire la necessità di definire sciismo duodecimano in contrasto con l'Islam sunnita, e la resistenza persiana all'invasione ottomana. L'iscrizione eseguita in piastrelle bianche su fondo blu sul tamburo esterno della cupola, visibile al pubblico, si compone di tre sure (capitoli) del Corano; al-Shams (91, Il sole), al-Insan (76, Uomo) e al-Kawthar (108, Abbondanza). Le sure sottolineano la giustezza di un'anima pura e il destino in un inferno di chi rifiuta la via di Dio, molto probabilmente riferendosi ai turchi ottomani.
Entrando nella camera della preghiera, ci si confronta con le pareti ricoperte di blu, giallo, turchese e le piastrelle bianche con motivi arabeschi intricati. I versetti coranici appaiono in ogni angolo mentre le pareti est e ovest contengono poesie di Shaykh Bahai. Intorno al mihrab vi sono i nomi dei dodici Imam sciiti, e l'iscrizione contiene i nomi di Shaykh Lutfallah, Ostad Mohammad Reza Isfahani (l'ingegnere), e Baqir al-Bahai (il calligrafo che l'ha scritto).
Girando a destra verso l'ingresso alla camera di preghiera a cupola, vi è il testo completo della Sura 98, al-Bayyina, la prova evidente. Il messaggio di questo capitolo è che la prova evidente della vera Scrittura non era disponibile per il Popolo del Libro (cioè i cristiani e gli ebrei) fino a che Dio ha mandato il suo messaggero Muḥammad. La banda orizzontale della scrittura in fondo all'arco non è coranica, ma afferma che le benedizioni di Dio vengono dai martiri (sciiti). Così, è sciita l'invocazione che risuona nei versetti coranici col suo accento sulla veridicità del messaggio di Dio.
Il poema di Shaykh Bahai sulla parete destra è una preghiera di aiuto dai "Quattordici Immacolati" (Maometto, Fāṭima e i dodici Imām), mentre le iscrizioni sull'interno della cupola sottolineano le virtù della carità, la preghiera e l'onestà, così come la correttezza di seguire l'Islam e i suoi profeti contro l'errore di altre religioni.
I passaggi in particolare sciiti e la loro collocazione al primo piano nel mihrab, delle due pareti laterali e nelle bande orizzontali di ogni angolo, sottolineano la preminenza di questo credo durante l'Iran safavide.
Il fatto che due poesie di Shaykh Bahai, un sufi devoto, adornino le pareti della moschea privata di Shah Abbas ', dimostra che, anche se alcuni elementi sufi dell'impero furono soppressi, il Sufismo come fenomeno generale, ha continuato a svolgere un ruolo importante nella società safavide.

## Galleria d'immagini

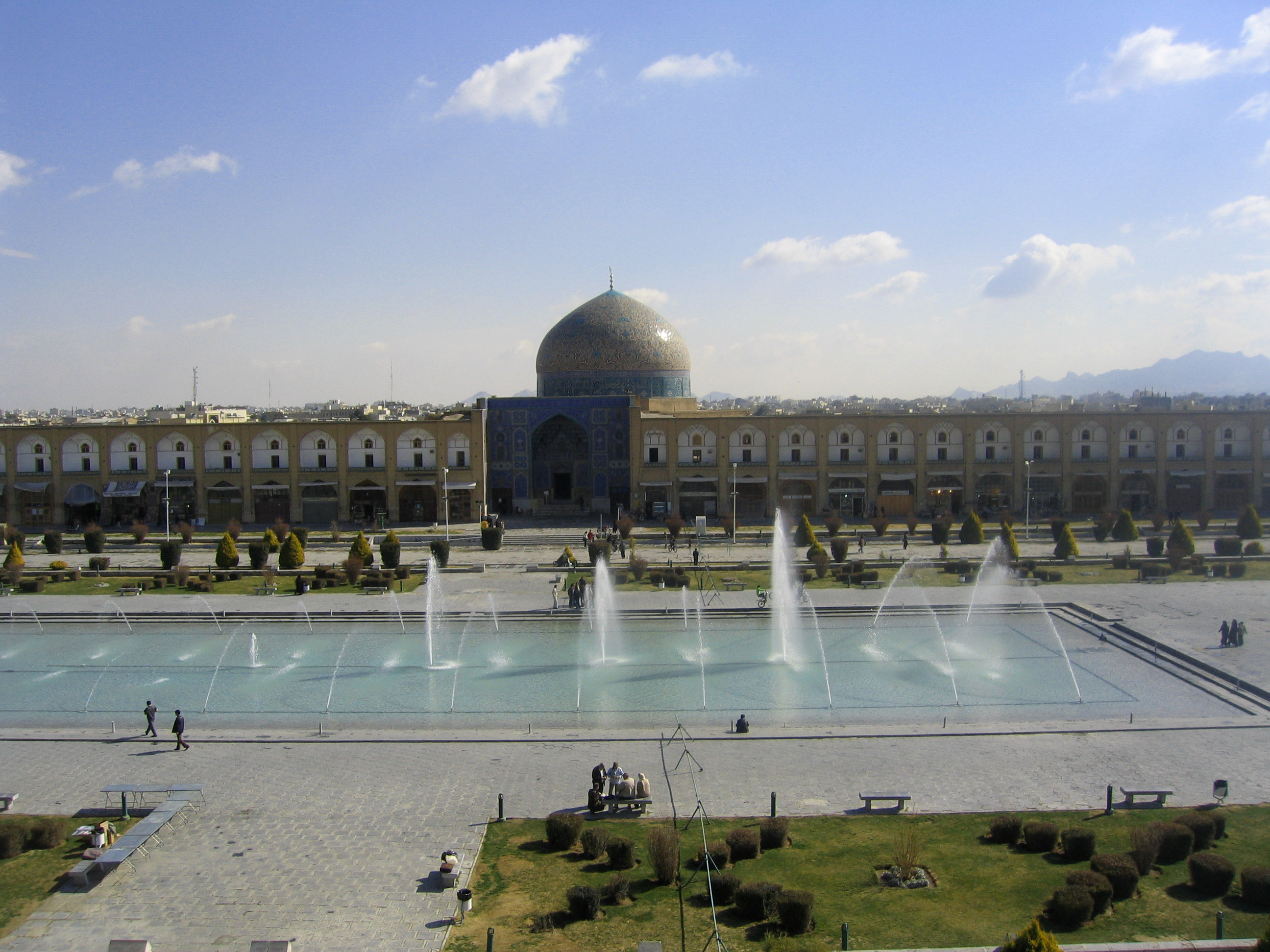
Vista frontale dal balcone del palazzo Ali Qapu
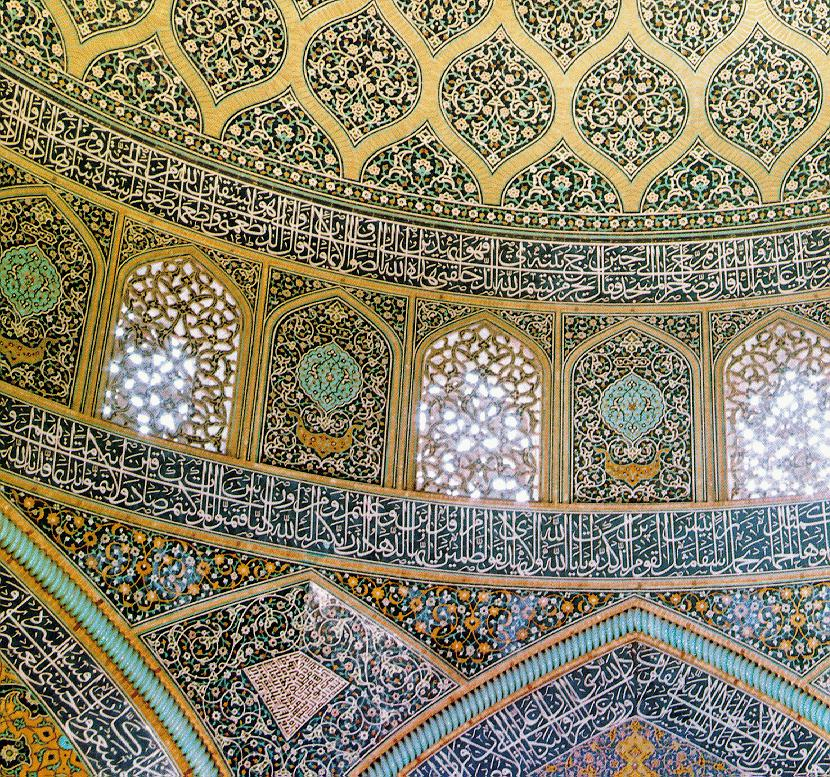
Dettagli dello stile degli interni della Moschea
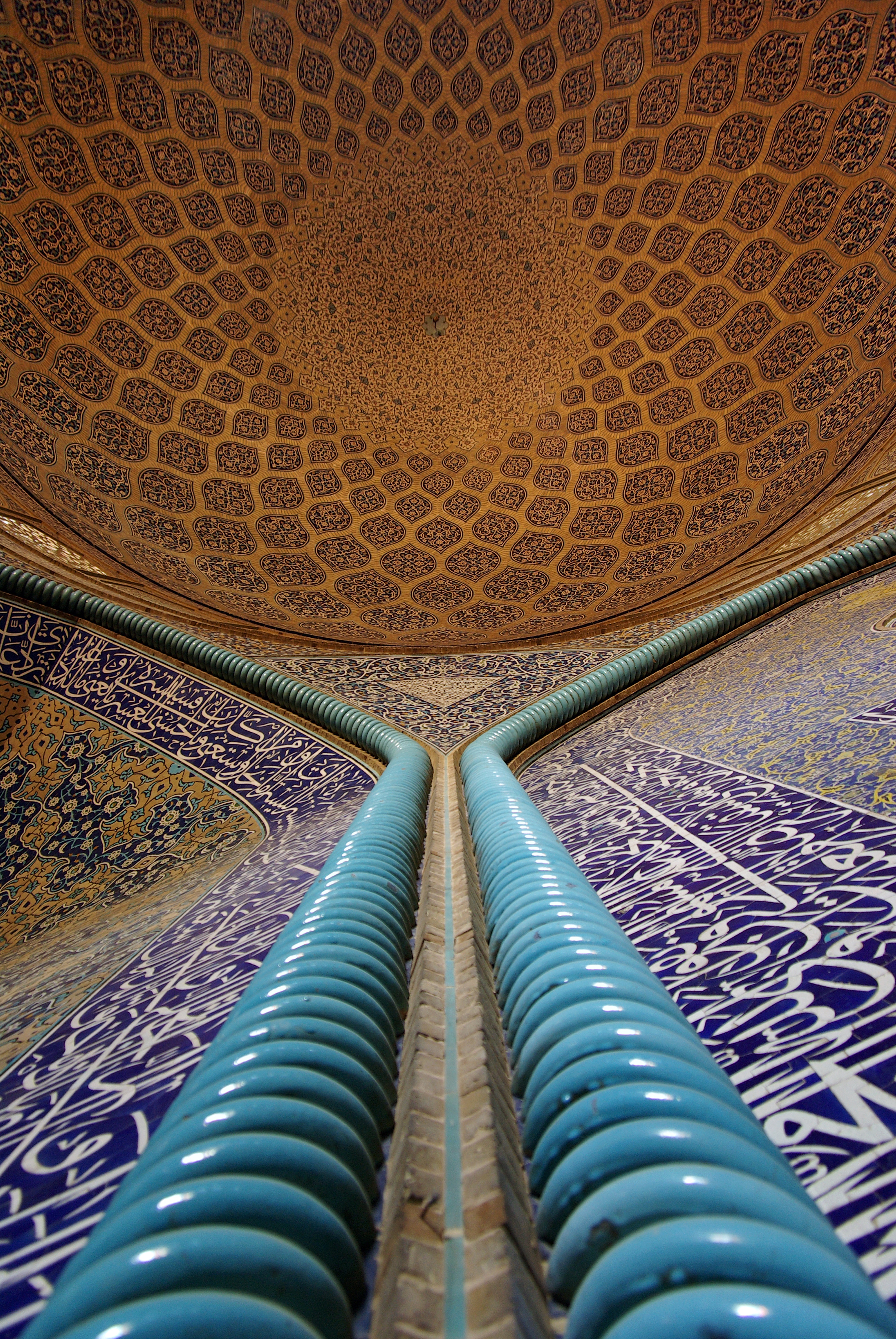
Parete interna e soffitto
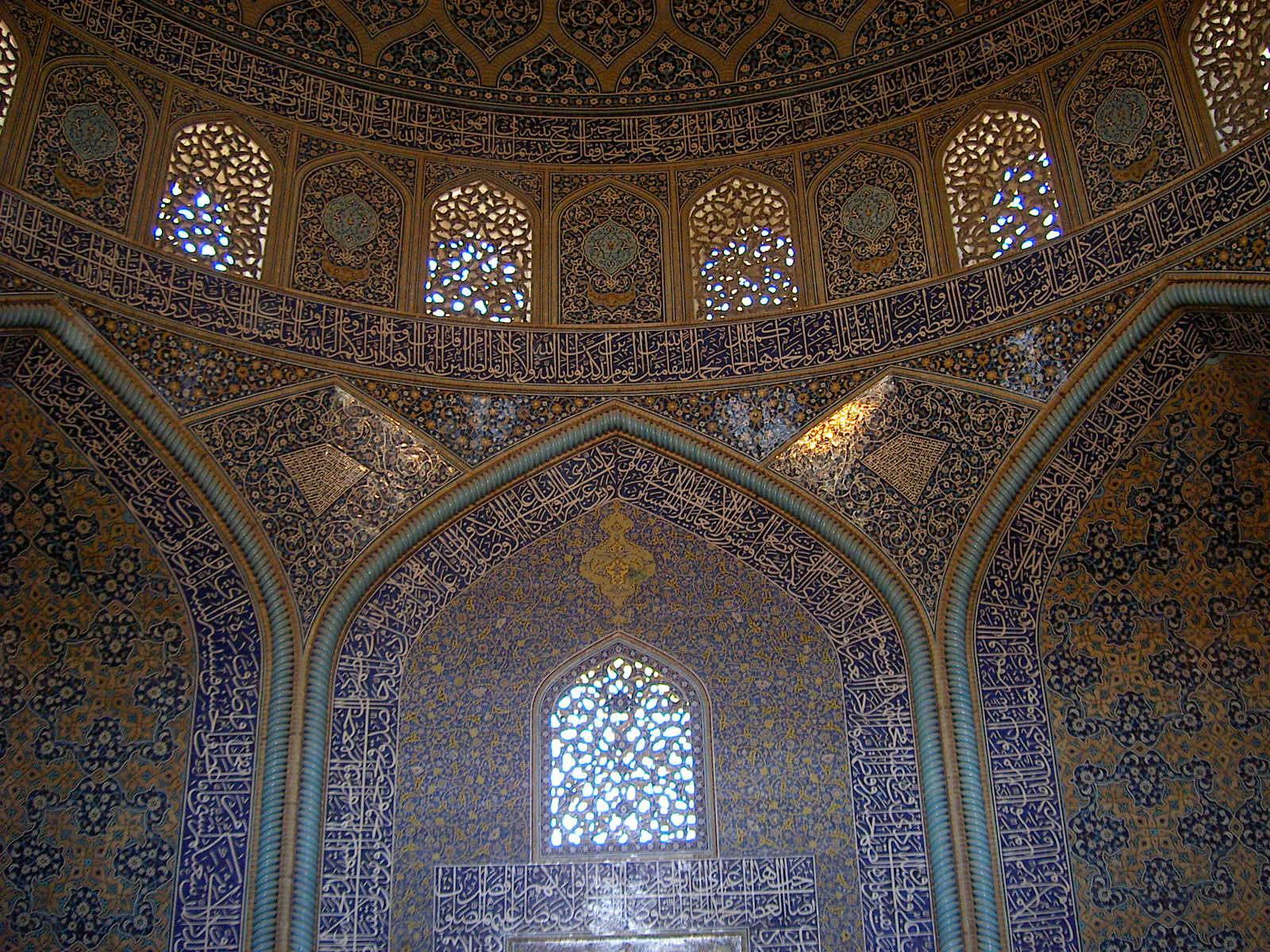
Interno della cupola e finestra
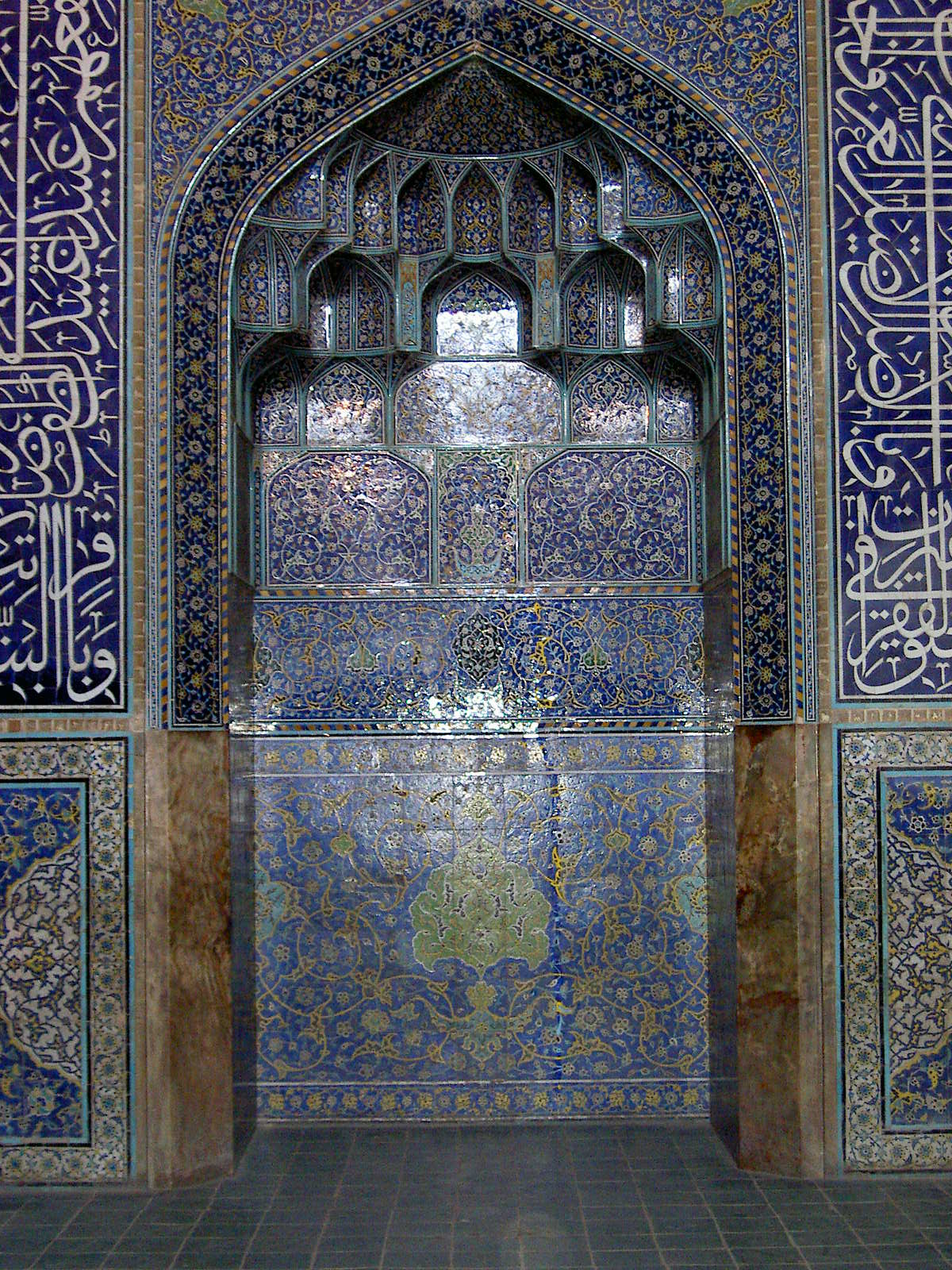
Miḥrāb
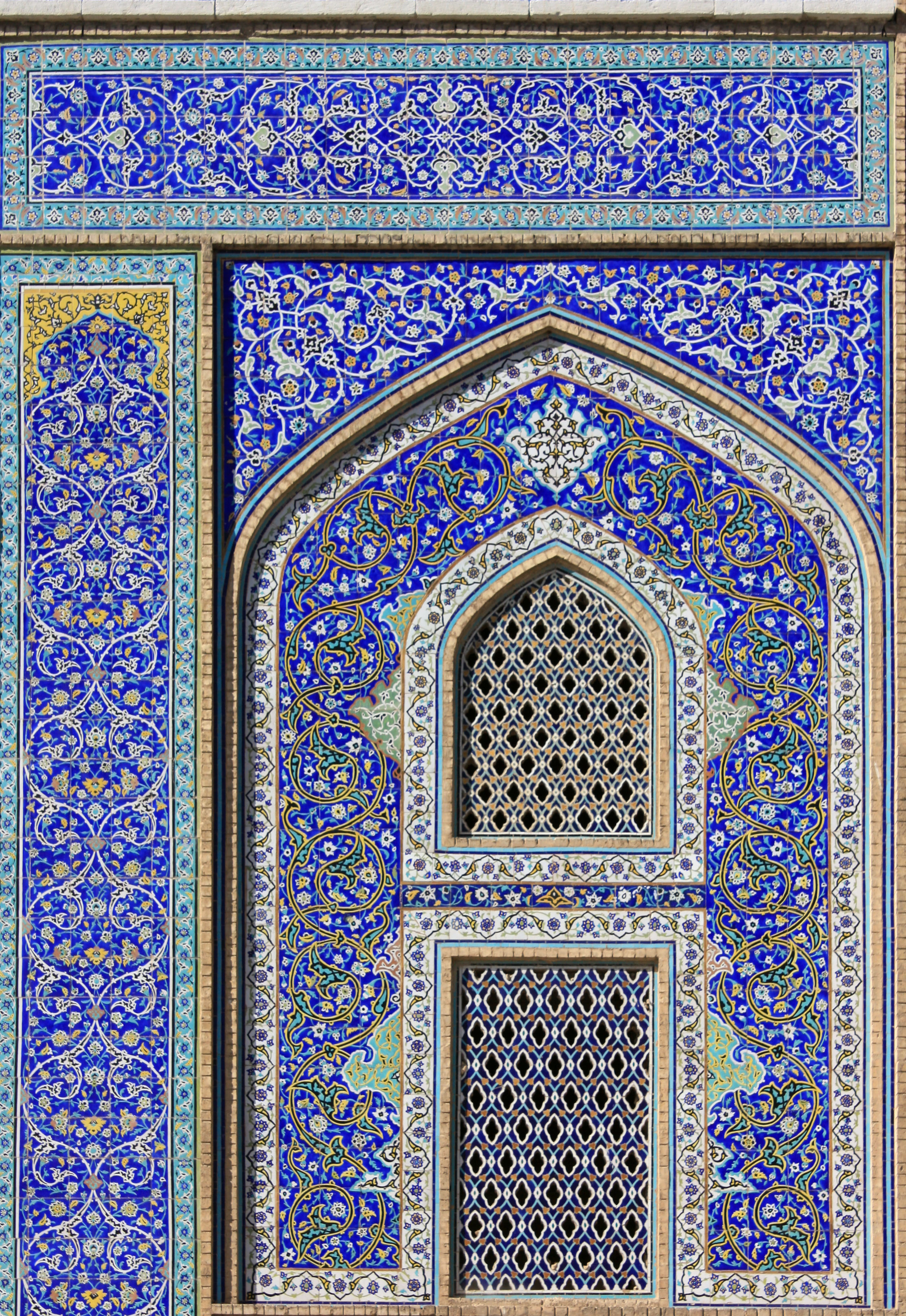
Piastrelle
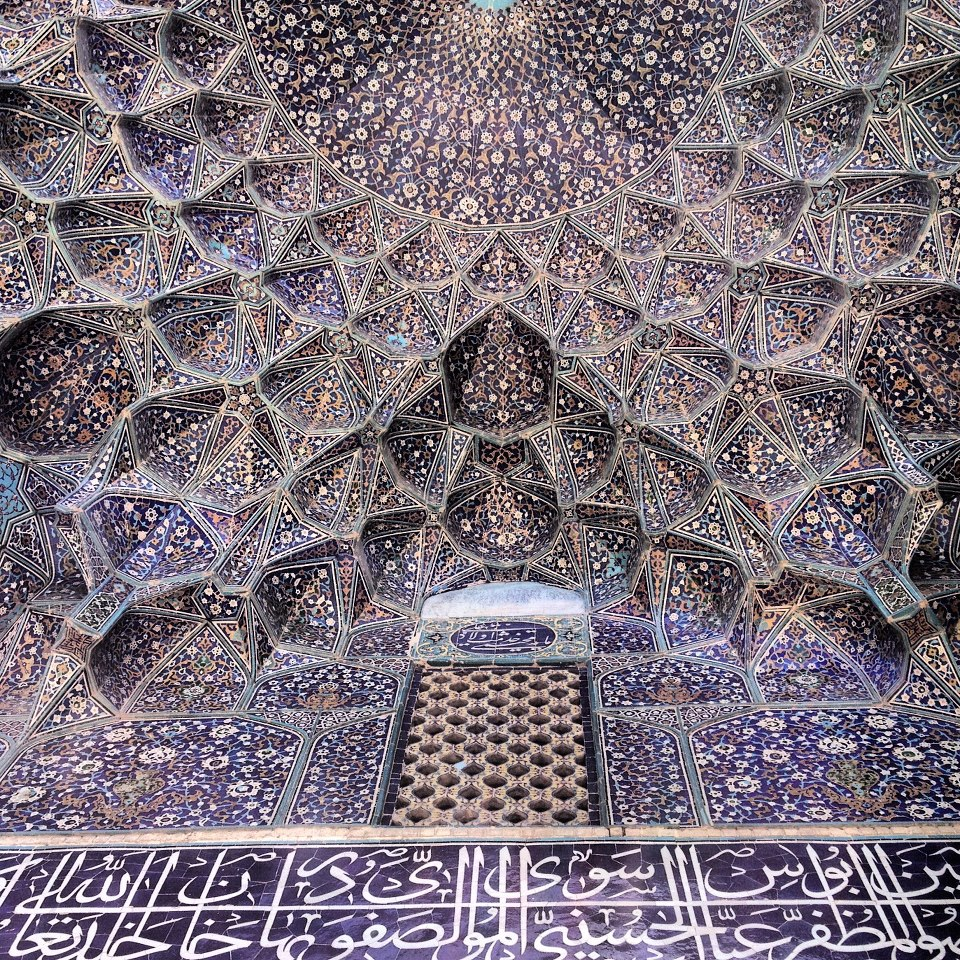
Ingresso alla moschea
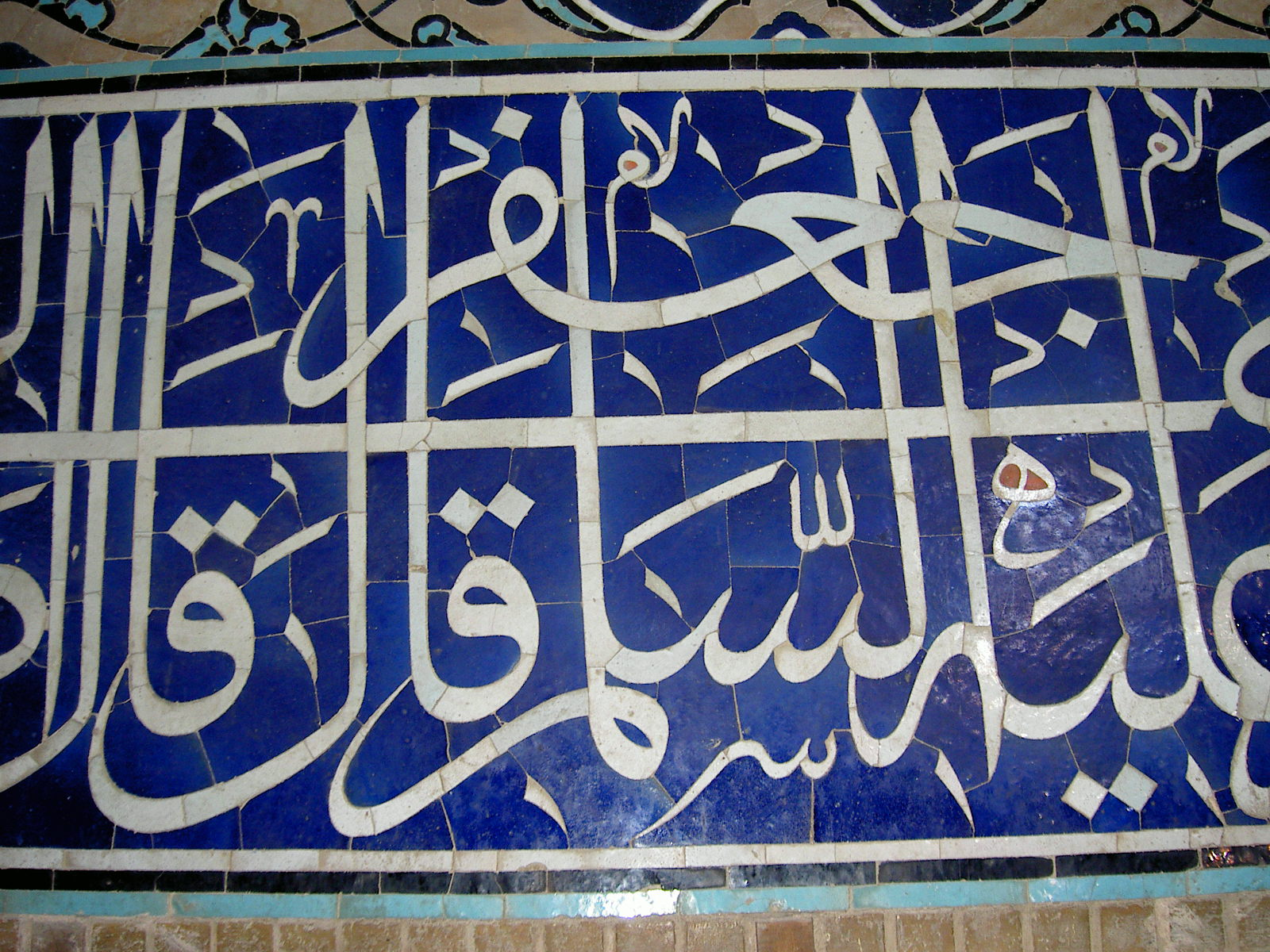
Le iscrizioni sulla cupola incise dal famoso calligrafo Ali Reza Abbasi, negli stili Thuluth e nasta'liq.
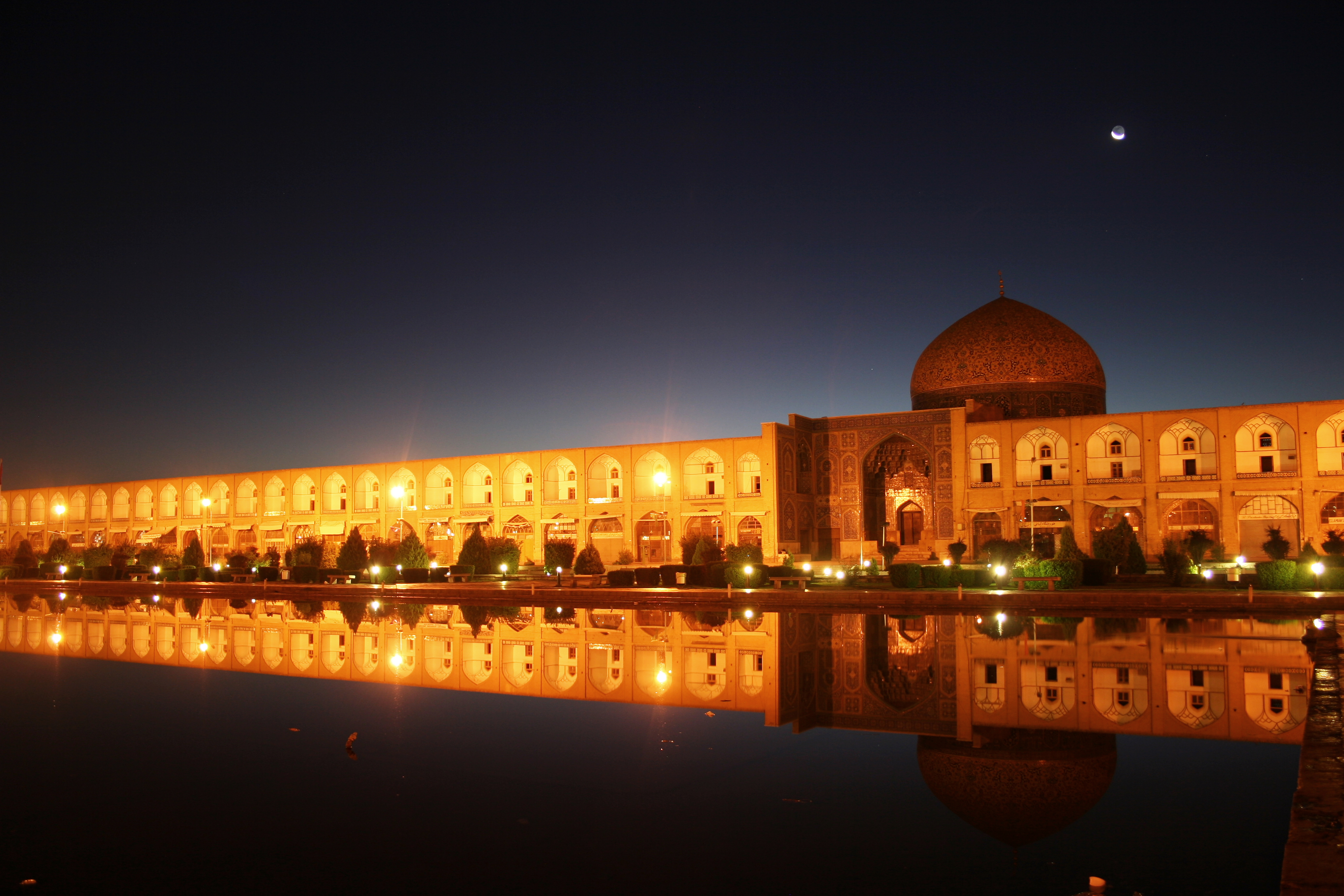
La piazza di notte
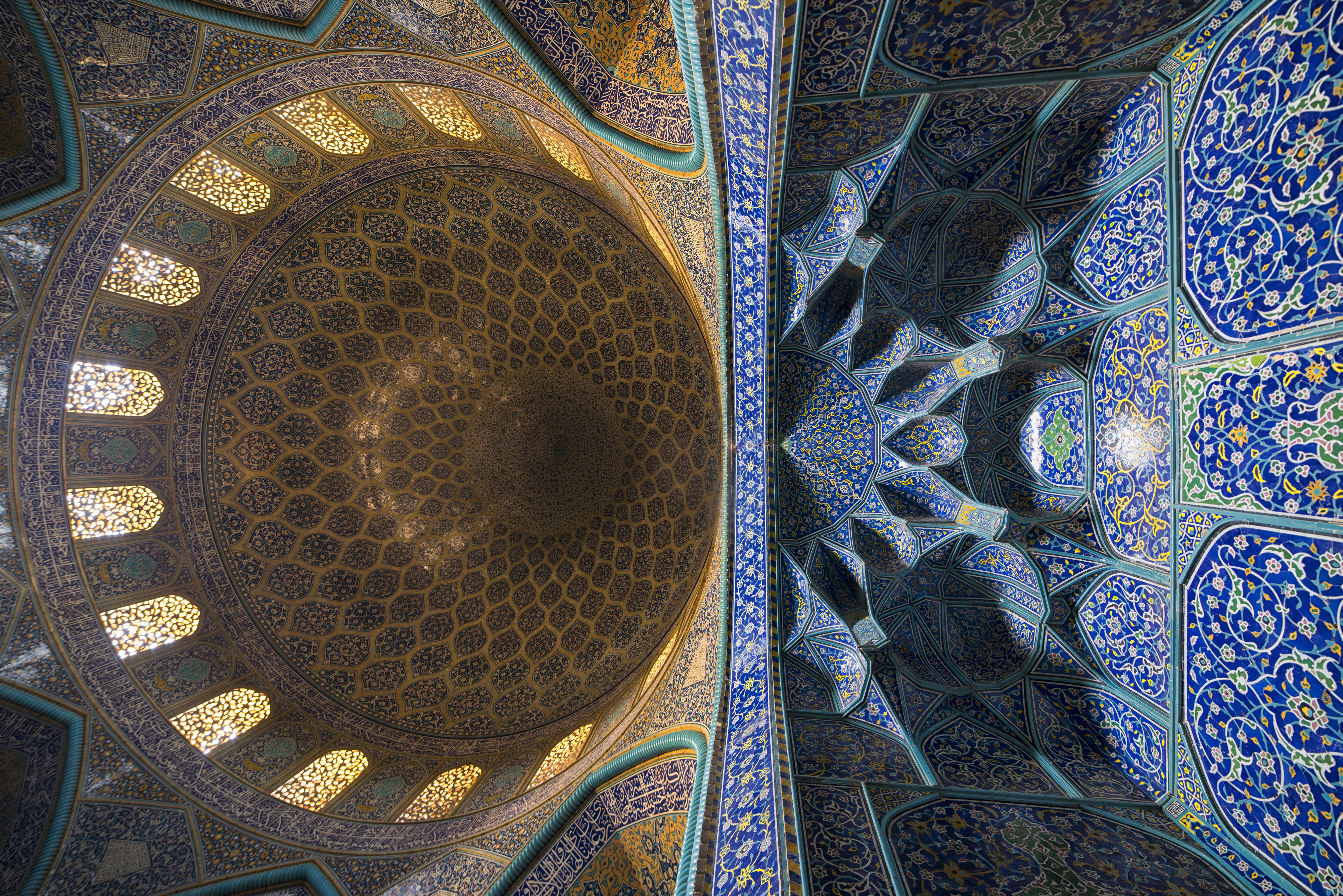
Particolare del soffitto